# Tyler Morton
Pour les articles homonymes, voir Morton.
Tyler Morton, né le 31 octobre 2002 à Wallasey en Angleterre, est un footballeur anglais qui évolue au poste de milieu de terrain à l'Olympique lyonnais.

## Carrière en club

### Liverpool
Né à Wallasey en Angleterre, Tyler Morton est formé par le Liverpool FC qu'il rejoint à l'âge de sept ans, refusant par ailleurs une offre du rival, Everton. Il s'impose ensuite dans les équipes U18 et U23 de Liverpool. 
Il signe son premier  contrat professionnel le 31 août 2020, à l'âge de 17 ans seulement.
Le 21 janvier 2021, Morton signe un nouveau contrat avec son club formateur, le liant avec les Reds jusqu'en juin 2025.
Lors de l'été 2021, il est intégré au groupe professionnel par l'entraîneur Jürgen Klopp lors des matchs de présaison, que l'équipe prépare en Autriche. 
Il joue son premier match officiel en professionnel le 21 septembre 2021, à l'occasion d'une rencontre de coupe de la Ligue anglaise face à Norwich City. Il entre en jeu à la place de Naby Keïta et son équipe s'impose par trois buts à zéro,.
Il joue son premier match de Ligue des champions le 25 novembre 2021, face au FC Porto où il est titularisé d'entrée. Il participe à l'intégralité de cette rencontre remportée par son équipe (2-0 score final).

### Prêts à Blackburn puis Hull City
Le 1er août 2022, Tyler Morton rejoint Blackburn Rovers, alors en deuxième division, sous forme de prêt d'une saison.
Le 1er septembre 2023, Morton est de nouveau prêté pour une saison, cette fois à Hull City, toujours en deuxième division anglaise.
Morton inscrit son premier but pour Hull City le 25 novembre 2023 contre Swansea City en championnat. Titulaire, il marque le but égalisateur de son équipe (2-2 score final).

### Olympique lyonnais
Le 5 août 2025, il est transféré à l'Olympique lyonnais pour un transfert avoisinant les 10 M€, assorti de bonus pouvant aller jusqu'à 5 M€ et d'un intéressement à la revente de 20% dans le cas d'une plus-value. 
Il signe à cette occasion un contrat de 5 ans avec le club rhodanien. Il y choisit le numéro 23.

## Carrière en sélection

### Sélections jeunes
Tyler Morton joue son premier match avec l'équipe d'Angleterre des moins de 20 ans le 11 novembre 2021 contre le Portugal. Il entre en jeu en cours de partie lors de cette rencontre perdue par son équipe (2-0).
En septembre 2022, Tyler Morton est convoqué pour la première fois avec l'équipe d'Angleterre espoirs,.

## Vie privée
Tyler Morton grandit en tant que fan de Liverpool, tout comme son père et son frère. Il allait voir les matchs avec eux à Anfield. Outre la légende du club, Steven Gerrard, il voue une grande admiration à Thiago Alcántara.

## Palmarès
| Liverpool FC - FA Youth Cup - Finaliste en 2020-21 |

### En sélection nationale
- Angleterre espoirs
  - Vainqueur du championnat d'Europe espoirs en 2025.